# 여자정신대 (1974년 영화)
"여자정신대"는 1974년에 개봉한 대한민국의 영화이다.

## 캐스팅
- 최인숙
- 이승룡
- 문오장
- 윤희
- 마성희
- 장훈
- 장혁
- 김창봉
- 민욱
- 홍윤정
- 최주영
- 윤지선
- 최은하
- 김기범
- 임해림
- 장정국
- 이기영
- 신동욱
- 박병기
- 장춘언
- 최민규
- 박종설
- 조영준
- 이석구
- 송일근